# 天堂嶺
天堂嶺（英語：Paradise Ridge），是南極洲的山嶺，位於阿蒙森海岸，處於阿蒙森冰川以東，美國地質調查局根據測量和美國海軍拍攝的空中照片繪入地圖，現時由南極條約體系管理。